# Heliconius besckei
Heliconius besckei är en fjärilsart som beskrevs av Ménétriés 1857. Heliconius besckei ingår i släktet Heliconius och familjen praktfjärilar. Inga underarter finns listade i Catalogue of Life.